# Idea (album)
Az Idea című lemez a Bee Gees együttes hetedik nagylemeze.

## Az album dalai
1. Let There Be Love  (Barry, Robin és Maurice Gibb) – 3:32
2. Kitty Can (Barry, Robin és Maurice Gibb) – 2:39
3. In The Summer of His Years (Barry, Robin és Maurice Gibb) – 3:10
4. Indian Gin and Whisky Dry(Barry, Robin és Maurice Gibb)  – 2:01
5. Down To Earth (Barry, Robin és Maurice Gibb) – 2:32
6. I've Gotta Get a Message to You (Barry, Robin és Maurice Gibb) – 2:56
7. Idea (Barry, Robin és Maurice Gibb) – 2:51
8. When the Swallows Fly (Barry, Robin és Maurice Gibb) – 2:32
9. I Have Decided to Join The Airforce (Barry, Robin és Maurice Gibb) – 2:11
10. I Started a Joke (Barry, Robin és Maurice Gibb) – 3:08
11. Kilburn Towers (Barry, Robin és Maurice Gibb) – 2:19
12. Swan Song (Barry, Robin és Maurice Gibb) – 2:58

Az amerikai és a kanadai kiadáson (Atco kiadás) az I've Gotta Get a Message to You – 2:56 szám helyén a Such a Shame  (Vince Melouney)  – 2:28 szám szerepel.

### Bónuszdalok
Idea expanded and remastered (2 CD) 2007 Reprise/Rhino
1. Chocolate Symphony (Barry, Robin és Maurice Gibb) – 2:42
2. I've Gotta Get A Message To You (Barry, Robin és Maurice Gibb)(mono változat) 2:50
3. Jumbo (Barry, Robin és Maurice Gibb) – 2:08
4. The Singer Sang His Song (Barry, Robin és Maurice Gibb) – 3:19
5. Bridges Crossing Rivers (Barry és Robin Gibb) – 2:07
6. Idea (Barry, Robin és Maurice Gibb) (másik változat) – 2:48
7. Completely Unoriginal (Barry, Robin és Maurice Gibb)-  3:36
8. Kitty Can (Barry, Robin és Maurice Gibb) (másik változat) – 2:36
9. Come Some Christmas Eve Or Halloween (Barry, Robin és Maurice Gibb) – 3:30
10. Let There Be Love (Barry, Robin és Maurice Gibb) (másik változat) – 3:34
11. Gena's Theme (Barry, Robin és Maurice Gibb) – 1:30
12. Another Cold And Windy Day (Coke Spot 1) (Barry és Robin Gibb) – 1:30
13. Sitting In The Meadow (Coke Spot 2) (Barry és Robin Gibb) – 1:30

## A számok rögzítési ideje
- 1967. november: Swan Song
- 1968. január 8.: Down To Earth
- 1968. január 10.: Jumbo, Chocolate Symphony
- 1968 január: The Singer Sang His Song, Gena's Theme, Chocolate Cymphony
- 1968. február: In The Summer Of His Years, I've Decided To Join The Air Force
- 1968. június 13.: Indian Gin and Whisky Dry, The Band Will Meet Mr Justice
- 1968. június 14.: Kilburn Towers, Such a Shame
- 1968. június 18.: When The Swallows Fly
- 1968. június 25.: I Started a Joke, Maypole Mews, Bridges Crossing Rivers, Come Some Christmas Eve or Halloween?
- 1968. június: Kitty Can, Idea, Let There Be Love, Completely Unoriginal
- 1968. július 12.: I've Gotta Get a Message To You

A Jumbo és a The Singer Sang His Song számok kislemezen és a CD bónusztrackján jelentek meg. 

A Chocolate Symphony, Gena's Theme, Completely Unoriginal, Bridges Crossing Rivers, Come Some Christmas Eve or Halloween számok a CD bónusztrackján jelentek meg. 

A Maypole Mews szám a Bee Gees által nem került kiadásra, a szám változata David Garrick 1969-es lemezén jelent meg, valamint az Earliest Bee Gees With And By Others válogatáslemezen.
A The Band Will Meet Mr Justice (Robin Gibb) szám nem került kiadásra.

## Közreműködők
- Barry Gibb – ének, gitár
- Robin Gibb – ének, orgona
- Maurice Gibb – ének, gitár, basszusgitár, zongora, orgona, mellotron
- Colin Petersen – Dob, ütőhangszerek
- Vince Melouney – gitár
- stúdiózenekar Bill Shepherd vezényletével
- hangmérnökök: John Pantry és Damon Lyon Shaw

## A nagylemez megjelenése országonként
- Argentína Polydor 1184 169 1968, RSO 20355 1977
- Ausztrália Spin SEL 932 986 1968
- Belgium Polydor 184 169 1968
- Brazília Polydor 624007 1968, RSO 2394 284 1980
- Egyesült Államok Atco SD-33-253 1968, Atco ATX-253 Reel to reel címmel 1968
- Egyesült Királyság Polydor 582 036 (mono), Polydor 583 036 (stereo) 1968
- Franciaország Polydor 658 091 1968, RSO 2394 198 1974
- Hollandia Polydor 582 036 1968
- Japán Polydor SMP-1414 1968, RSO MW2100 1974, RSO MWF1050 1978, CDPolydor POCP2227 1992, CD Polydor/Universal UICY-3806 2004
- Kanada Atco SD-33-253 1968
- Németország Polydor 184 169 1968, Polydor H-881/5 All Over The World címmel 1968
- Olaszország Polydor 184 169 1968
- Norvégia Polydor 184 169 1968
- Svájc Polydor 184 169 1968
- Uruguay RSO 20355 1977

A Japán kiadásban (Polydor SMP-1414) 14 szám szerepel, a Jumbo és együtt a Such A Shame / I've Gotta Get A Message To You. A német kiadáson (All over The World című) együtt szerepel a Such a shame / Gotta Get A Message To You).
A Polydor és az Atco kiadók kiadásai között az Idea az egyetlen olyan lemez, amin a lemezen szereplő dalok eltérnek egymástól.

## Az album dalaiból megjelent kislemezek, EP-k
- I Started a Joke / Kilburn Towers:   Ausztrália Spin EK-2725 1968, Brazília Polydor 126007 1969, Kanada Atco 45-6639 1968, Franciaország Polydor 59 253 1969, Németország Polydor 59 253 1968, Görögország Polydor 274 1968, Olaszország Polydor 59 253 1968, Japán Polydor DP-1620 1968, Norvégia Polydor 59 253 1968, Spanyolország Polydor 60 045 1968, Svájc Polydor 59 253 1968, Egyesült Államok Atco 45-6639 1968
- I Started a Joke / Swan Song:   Franciaország Polydor 421 423 1969
- I Started a Joke / When The Swallows Fly: Dél-afrikai Köztársaság Polydor PS1 1968
- I’ve Gotta Get a Message to You / Kitty Can:   Argentína Polydor 25224 1968, Ausztrália Spin EK-2482 1968, Kanada Atco 45-6603 1968, Franciaország Polydor 421 401 1968, Németország Polydor 59 216 1968, Japán Polydor DP-1590 1968, Dél-afrikai Köztársaság Polydor PD 9406 1968, Spanyolország Polydor 60 032 1968, Svájc Polydor 59 216 1968, Törökország Polydor 59 192 1968, Egyesült Királyság Polydor 56273  1968, Egyesült Államok Atco 45-6603 1968, Jugoszlávia RTB S53526 1968
- Let There Be Love / Really And Sincerely:  Belgium Polydor 2058 003 1970, Hollandia Polydor 2058 003 1969
- When the Swallows Fly / Give Your Best Hollandia  Polydor 2058 149  1971

EP-k
- I Started a Joke / Kilburn Towers / In The Summer Of His Years / Such a Shame:   Ausztrália Spin EX 11593 1968
- I've Gotta Get a Message To You / Kitty Can / Down To Earth / Such a Shame:  Ausztrália Spin EX 11551 1968
- I've Gotta Get a Message To You / Kitty Can / Harry Braff / The Earnest Of Being George:   Portugália Polydor EP 60 580 1968
- I've Gotta Get a Message To You / Kitty Can / Really and Sincerely / With The Sun In My Eyes: Izrael Polydor EP IP 1026 1968
- I've Gotta Get a Message To You / Kitty Can / Jumbo / The Singer Sang His Song: Belgium Polydor EP 60063 1968
- I've Gotta Get a Message To You / Kitty Can / I Started a Joke:   Malajzia Jaguar EP 1968
- I’ve Gotta Get a Message to You / To Love Somebody / I Started a Joke / New York Mining Disaster 1941:   Thaiföld TK346 1968
- I've Gotta Get a Message To You / Kitty Can /To Love Somebody / Close Another Door:   Dél-afrikai Köztársaság Polydor EP 1968

## Eladott példányok
Az Idea lemezből Németországban 350 000, az Amerikában 300 000, az Egyesült Királyságban 300 000 példány került eladásra.
A nagylemez a világ összes összes országában 1 millió példány kelt el.

## Number One helyezés a világban
- I Started a Joke: Kanada, Ausztrália, Új-Zéland
- I've Gotta Get a Message To You: Egyesült Királyság, Írország